# 경상북도 특수구조단
경상북도 특수구조단(慶尙北道 特殊求助團, Gyeongsangbukdo Special Rescue Service)는 경상북도를 관할하는 경상북도 소방본부 산하의 특수구조단이다.
특수구조단장은 소방정으로 보한다.

## 조직
- 행정지원팀
- 소방항공구조대
- 긴급기동대

## 항공장비
자체 식별번호는 GB(Gyeongbuk)를 사용한다.

### 운용중
- Ka-32 1기 (HL9462)[4]: 1995년 배치[5]
- AS365 1기 (HL9463)[4]: 2006년 배치[6]

## 같이 보기
- 대한민국 소방청
- 대한민국의 소방
- 소방관 계급